# Édouard Dujardin

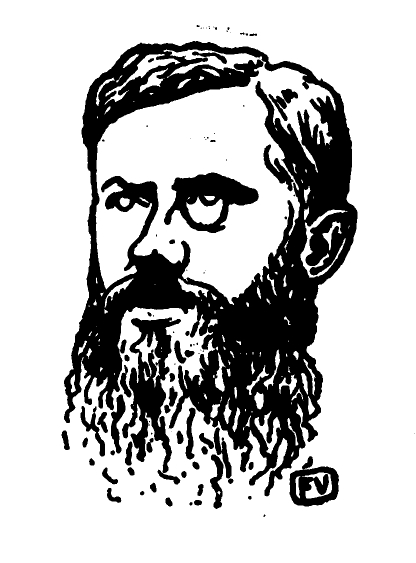
Retrato de Édouard Dujardin por Félix Vallotton.

Édouard Émile Louis Dujardin (Saint-Gervais-la-Forêt, 10 de noviembre de 1861-París, 31 de octubre de 1949) fue un ensayista, novelista, poeta y dramaturgo francés, uno de los principales representantes del simbolismo.

## Biografía
Hijo del capitán marítimo Alphonse Dujardin, Édouard pasó la mayor parte de su niñez en Ruan; estudió música en el Conservatorio de París, pero posteriormente se inclinó hacia la literatura. Al igual que su amigo Mallarmé, Dujardin escribió poesía, además de relatos fantásticos, ensayos religiosos y obras teatrales. Sin embargo, su reconocimiento mundial está ligado a sus novelas: Han cortado los laureles (también traducida como Los laureles están cortados), publicada por primera vez en 1888, es considerada como la primera novela que utiliza el monólogo interior como recurso narrativo. Dicha obra fue muy aclamada por el escritor irlandés James Joyce, quien la consideraba como una de sus grandes influencias literarias.
Gran admirador de la obra del músico Richard Wagner, Dujardin funda la Revista wagneriana, la cual se publicó entre 1885 y 1888, con el fin de dar a conocer la obra y el pensamiento de este compositor alemán.
Falleció el 31 de octubre de 1949 a la edad de 88 años.

## Obra
- Los Argonautas (1924).
- La leyenda de Antonia (trilogía) (1891-1893)
- Los laureles están cortados o Han cortado los laureles (1888)